# 1998
1998（千九百九十八、一九九八、せんきゅうひゃくきゅうじゅうはち）は、自然数また整数において、1997の次で1999の前の数である。

## 性質
- 約数は 1, 2, 3, 6, 9, 18, 27, 37, 54, 74, 111, 222, 333, 666, 999, 1998 である。
  - 約数の和は4560。
  - 約数の個数は16である。(オンライン整数列大辞典の数列 A000005)[1]
  - 約数の和が4560となる数は12個あり、そのうちの最小の数である。次は2072。
  - 492番目の過剰数である。1つ前は1992、次は2000。(オンライン整数列大辞典の数列 A005101)[2]
  - 整数 n に対して、(n, n + 2, n + 4) が全て過剰数となる29番目の数である。1つ前は1984、次は2000。(オンライン整数列大辞典の数列 A231088)
  - 整数 n に対して、(n, n + 2, n + 4, n + 6) が全て過剰数となる2番目の数である。1つ前は348、次は2208。(オンライン整数列大辞典の数列 A231089)
- 1/1998 =0.0005... (下線部は循環節で長さは3)
  - 自然数の逆数の循環節の長さが3となる38番目の数である。1つ前は1850、次は2160、最小は27。(オンライン整数列大辞典の数列 A069105)
- 各位の和が27になる2番目の数である。1つ前は1989、次は2799。
  - 各位の和が27になる最小の偶数である。(オンライン整数列大辞典の数列 A069532)
  - 各位の和と自身の合計が平方数になる42番目の数である。1つ前は1922、次は2016。(オンライン整数列大辞典の数列 A066564)
- 399番目のハーシャッド数である。1つ前は1980、次は2000。
  - 27を基とする2番目のハーシャッド数である。1つ前は999、次は2889。
- 約数の和が1998になる数は1個ある。(1997) 約数の和1個で表せる304番目の数である。1つ前は1995、次は2004。
- 自然数 k に対して、 k2 + 7 と k2 − 7 の両方が素数となる39番目の数である。1つ前は1902、次は2040。(オンライン整数列大辞典の数列 A176682)
- 1997 + 1 = 1998 = 1999 − 1
  - 自然数 k に対して、双子素数の組に挟まれた合成数が、k の倍数かつ k 番目の数となる37番目の数である。1つ前は72、次は228。(オンライン整数列大辞典の数列 A071256)

## その他 1998 に関連すること
- 西暦1998年